# Патронатна служба
Патронатна служба — це сукупність працівників державного органу, яких самостійно приймають на посади члени Кабінету Міністрів України, голови місцевих державних адміністрацій, згідно зі штатним розписом і категорією, що відповідає посаді.
Патронатна служба може складатися з помічника, радника, керівника пресслужби або інших посад, передбачених штатним розписом.
Чисельність служби та її структуру затверджують керівники.